# Nacionalno prvenstvo ZDA 1907
Nacionalno prvenstvo ZDA 1907 v tenisu.

## Moški posamično
William Larned :  Robert LeRoy  6-2 6-2 6-4

## Ženske posamično
Evelyn Sears :  Carrie Neely  6-3, 6-2

## Moške dvojice
Fred Alexander /  Harold Hackett :  Nat Thornton /  Bryan M. Grant 6–2, 6–1, 6–1

## Ženske dvojice
Marie Wimer /   Carrie Neely  :  Edna Wildey /  Natalie Wildey 6–1, 2–6, 6–4

## Mešane dvojice
May Sayers /  Wallace F. Johnson :  Natalie Widley /  Herbert Morris Tilden 6–1, 7–5